# Ichneumon toyoharensis
Ichneumon toyoharensis là một loài tò vò trong họ Ichneumonidae.